# 清水秀雄
清水 秀雄（しみず ひでお、1918年7月8日 - 1964年3月23日）は、鳥取県米子市出身のプロ野球選手。ポジションは投手、一塁手、外野手。

## 来歴
1918年7月8日出生。当時の米子市は、山陰で最も野球の盛んな地域と言われていた。清水は実家の近所に空き地があった事も関係し、自然と幼少期から野球に触れるようになる。明道小学校4年時に野球部（今で言う少年野球チーム）に入部し、野球を本格的に開始。後にサウスポーとしてプロ野球で活躍する清水だが、当初は右投げでプレーしていた。父親に左利きを矯正されていた事が大きく影響している。明道小学校6年生の頃にサウスポーに転向し、投手としてもプレーし始める。
米子中学校（現米子東高校）では1935年の甲子園にエースとして春夏連続出場。いずれも初戦敗退に終わったが、橋戸頑鉄から高い評価を受けた。当時、山陰のライバル校であった鳥取一中には、藤井勇・中河美芳・岩垣二郎と、後にプロ野球で活躍する選手が所属していた。三人とも左打者であったが、中河やその他鳥取一中の選手は、左腕である清水の速球を打ち崩すために右打者に挑戦。一方で、岩垣、藤井は左打ちにこだわり、右打者への転向を断固拒否している。清水の同級生には、バッテリーを組んだ井上親一郎のほか、一塁手に成田啓二、一学年下の外野手に木下勇がいた。また、下級生には土井垣武、長谷川善三も在籍している。
中学卒業後は明治大学へ進学。東京六大学リーグでは、児玉利一との継投で1937年春季から1938年秋季にかけてリーグ初の4連覇に貢献。特に1938年は秋季シーズンだけで62三振を奪うなど、年間100奪三振を記録した。リーグ通算47試合登板、17勝8敗、防御率1.86、184奪三振。
1940年に大学を中退して南海へ入団する。契約金に関して南海側と連盟側で揉め、清水の選手登録は開幕の3日前となるが清水は開幕戦に先発。日本プロ野球2人目となる開幕戦初登板完封勝利を達成。それを皮切りに、1年目から二桁の11勝（23敗）を挙げ、チームトップ（リーグ11位）となる防御率1.75を記録する。「三振か四球か」と言われた、荒れ球の豪速球とブレーキのあるカーブを駆使して活躍する。この年の270奪三振はリーグ3位であったが、9イニング当たりの奪三振7.89個は2位以下を1個以上引き離して1位となっており、この奪三振率は戦前の規定投球回到達投手の中で2位の記録である。また同年には2度の毎回奪三振を記録しているが、通算かつ1シーズンで2度の達成は清水が日本プロ野球初。同年11月16日、神戸市民球場での阪急戦においては、1試合15奪三振の戦前最多タイ記録を作っている（延長を含めれば17奪三振）。なお、この年には一塁手としても56試合出場して規定打席に到達し、打者としてもチームトップ（リーグ19位）の打率.227を記録している。同年末に応召。1941年に中国戦線の中支で、小銃により手と腰に対する貫通銃創を受ける。1942年に南海に復帰するが、銃創の後遺症によりスローカーブ主体の軟投派に転向した。
戦後の1946年には松江中学校（現松江北高校）を率いて夏の甲子園でベスト8に進出した。同年はグレートリングに所属していたが、7月に突如退団。10月に杉浦清の勧誘で中部日本へ入団し、プロ野球に復帰。1947年には自己最多となる23勝を挙げ、リーグ7位の防御率1.93記録。以降は肘を痛め、騙し騙しの投球となるが、1948年と1949年の両年とも12勝を挙げて4年連続で二桁勝利を記録。チェンジオブペースを武器とし、その精度は若林忠志に次ぐと言われていた。1950年末に中日を退団。1952年からは大洋ホエールズでプレーし、1953年に通算100勝を達成して同年引退。
引退後は調理師免許を取得し、米子市朝日町で飲食店を経営した。1964年3月23日に山陰労災病院にて死去。45歳没。

## 人物
役者のような顔立ちで女性に人気があった。甲子園に出場した際は、女性ファンが宿舎に押し寄せ、身動きが取れなくなる事もあった。女房役の井上親一郎が身を呈して追い払っていたという。また、プロ入団後は遊び好きとしても有名になる。試合が終わると風呂に入ってから薄化粧をし、和服を着込み、夜の街に出発。帰ってくるのはいつも午前3、4時だった。
また、女性関連のエピソードで、千葉茂は清水について「あの顔だから、女性にはよくモテた。愚妻が清水の写真を見て『この人だれ！』と弾んだ声をあげたことがある。こんなことは後にも先にもこれ一度。清水には女性を惹き寄せる『男の色香』があったのですな」と語っている。
1944年8月13日の巨人戦。6回まで無失点に抑えていた清水だが、7回に満塁のピンチを迎える。黒沢俊夫が放った打球は右翼手の富永嘉郎のもとに飛ぶが、富永は転倒。フライを捕れず3失点(記録は三塁打)。呆れた清水は監督でもないのに富永の交代を審判に告げた。
トラブルメーカーとしても知られ、中日の赤嶺昌志騒動の中心人物とされている。さらに、大井廣介著のプロ野球騒動史では、「人殺しはやっていまいが、なんでもやったというような人物。天狗、飲兵衛、女出入りと枚挙すればきりがない」と書かれている。

## 選手としての特徴
大和球士は豪腕サウスポーという共通点から江夏豊と清水を比較し、「清水が江夏より優れた点…大きく鋭角に曲がるカーブと、えぐるようなシュート」と記している。
大和球士や岡本利之など多くの人物が、清水の投球フォームについて「日本一美しい」と評価している。
選手晩年は肘の故障の影響でかなり太り、「相撲取り」と呼ばれていた。
野手としても活躍していることからわかる通り打撃が得意で、4番打者を19回務めている。大和球士は清水について「私は投球よりも打撃を買う。あの打撃を専門に生かせばまず打撃十傑へははいれそうである」と評価していた。
千葉茂は清水について「戦争で腰を撃ち抜かれる事が無ければ、200勝も狙えた投手だった」と語っている。

## 契約金問題
1940年当時の職業野球連盟には、契約金は3,000円以上支給してはいけないという規約があった。しかし清水が南海に入団した際、球団は清水に対して契約金5,000円を極秘裏に支払う。この事態を重く見た連盟は、連盟代表者会議にて当時南海球団社長の小原英一を呼びつけた。「3,000円の最高契約金を決定する会議には、小原さんも出席していたはず。南海はそれにも関わらず2,000円も上回った金をヤミで手渡ししている。清水の登録は認められない」と連盟は小原に通達。しかし小原は「証拠があるなら見せて頂きましょうか」と反論。清水の登録は宙吊り状態になった。未登録のままオープン戦に登板させるなど南海側はさらなる問題を生じさせたが、開幕3日前にようやく清水の登録が認められた。

## 詳細情報

### 年度別打撃成績
| 年 度      | 球 団                        | 試 合 | 打 席 | 打 数 | 得 点 | 安 打 | 二 塁 打 | 三 塁 打 | 本 塁 打 | 塁 打 | 打 点 | 盗 塁 | 盗 塁 死 | 犠 打 | 犠 飛 | 四 球 | 敬 遠 | 死 球 | 三 振 | 併 殺 打 | 打 率 | 出 塁 率 | 長 打 率 | O P S |
| ---------- | ---------------------------- | ----- | ----- | ----- | ----- | ----- | -------- | -------- | -------- | ----- | ----- | ----- | -------- | ----- | ----- | ----- | ----- | ----- | ----- | -------- | ----- | -------- | -------- | ----- |
| 1940       | 南海 近畿日本 グレートリング | 92    | 355   | 317   | 24    | 72    | 9        | 10       | 2        | 107   | 32    | 3     | --       | 3     | 1     | 34    | --    | 0     | 35    | --       | .227  | .302     | .338     | .640  |
| 1942       | 南海 近畿日本 グレートリング | 13    | 39    | 39    | 2     | 9     | 1        | 1        | 0        | 12    | 5     | 0     | 0        | 0     | --    | 0     | --    | 0     | 1     | --       | .231  | .231     | .308     | .538  |
| 1943       | 南海 近畿日本 グレートリング | 14    | 39    | 27    | 4     | 9     | 0        | 0        | 0        | 9     | 2     | 0     | 0        | 1     | --    | 10    | --    | 1     | 1     | --       | .333  | .526     | .333     | .860  |
| 1944       | 南海 近畿日本 グレートリング | 35    | 146   | 134   | 8     | 26    | 4        | 1        | 0        | 32    | 9     | 1     | 0        | 0     | --    | 11    | --    | 0     | 4     | --       | .194  | .255     | .239     | .494  |
| 1946       | 南海 近畿日本 グレートリング | 24    | 87    | 79    | 14    | 23    | 6        | 1        | 0        | 31    | 11    | 2     | 1        | 0     | --    | 8     | --    | 0     | 2     | --       | .291  | .356     | .392     | .749  |
| 1946       | 中部日本 中日                | 4     | 11    | 9     | 1     | 1     | 0        | 0        | 0        | 1     | 1     | 0     | 0        | 0     | --    | 2     | --    | 0     | 1     | --       | .111  | .273     | .111     | .384  |
| '46計      | 中部日本 中日                | 28    | 98    | 88    | 15    | 24    | 6        | 1        | 0        | 32    | 12    | 2     | 1        | 0     | --    | 10    | --    | 0     | 3     | --       | .273  | .347     | .364     | .711  |
| 1947       | 中部日本 中日                | 65    | 166   | 144   | 8     | 34    | 2        | 1        | 1        | 41    | 14    | 1     | 1        | 1     | --    | 21    | --    | 0     | 8     | --       | .236  | .333     | .285     | .618  |
| 1948       | 中部日本 中日                | 86    | 204   | 196   | 15    | 43    | 6        | 0        | 4        | 61    | 28    | 1     | 2        | 0     | --    | 8     | --    | 0     | 20    | --       | .219  | .250     | .311     | .561  |
| 1949       | 中部日本 中日                | 32    | 82    | 79    | 10    | 19    | 4        | 0        | 1        | 26    | 7     | 0     | 0        | 0     | --    | 3     | --    | 0     | 5     | --       | .241  | .268     | .329     | .597  |
| 1950       | 中部日本 中日                | 24    | 51    | 51    | 5     | 11    | 1        | 0        | 0        | 12    | 3     | 0     | 0        | 0     | --    | 0     | --    | 0     | 4     | 0        | .216  | .216     | .235     | .451  |
| 1952       | 大洋 洋松                    | 29    | 57    | 53    | 6     | 11    | 3        | 1        | 0        | 16    | 7     | 0     | 1        | 2     | --    | 2     | --    | 0     | 2     | 0        | .208  | .236     | .302     | .538  |
| 1953       | 大洋 洋松                    | 15    | 31    | 27    | 3     | 8     | 1        | 1        | 0        | 11    | 3     | 0     | 0        | 3     | --    | 1     | --    | 0     | 0     | 3        | .296  | .321     | .407     | .729  |
| 通算：11年 | 通算：11年                   | 433   | 1268  | 1155  | 100   | 266   | 37       | 16       | 8        | 359   | 122   | 8     | 5        | 10    | 1     | 100   | --    | 1     | 83    | 3        | .230  | .292     | .311     | .603  |

- 各年度の太字はリーグ最高
- 南海（南海軍）は、1944年途中に近畿日本（近畿日本軍）に、1946年にグレートリングに球団名を変更
- 中部日本は、1947年に中日（中日ドラゴンズ）に球団名を変更
- 大洋（大洋ホエールズ）は、1953年に洋松（大洋松竹ロビンス）に球団名を変更

### 年度別投手成績
| 年 度      | 球 団                        | 登 板 | 先 発 | 完 投 | 完 封 | 無 四 球 | 勝 利 | 敗 戦 | セ 丨 ブ | ホ 丨 ル ド | 勝 率 | 打 者 | 投 球 回 | 被 安 打 | 被 本 塁 打 | 与 四 球 | 敬 遠 | 与 死 球 | 奪 三 振 | 暴 投 | ボ 丨 ク | 失 点 | 自 責 点 | 防 御 率 | W H I P |
| ---------- | ---------------------------- | ----- | ----- | ----- | ----- | -------- | ----- | ----- | -------- | ----------- | ----- | ----- | -------- | -------- | ----------- | -------- | ----- | -------- | -------- | ----- | -------- | ----- | -------- | -------- | ------- |
| 1940       | 南海 近畿日本 グレートリング | 42    | 38    | 25    | 3     | 0        | 11    | 23    | --       | --          | .324  | 1343  | 308.0    | 200      | 0           | 217      | --    | 1        | 270      | 5     | 0        | 119   | 60       | 1.75     | 1.35    |
| 1942       | 南海 近畿日本 グレートリング | 8     | 7     | 5     | 1     | 0        | 4     | 3     | --       | --          | .571  | 255   | 63.1     | 32       | 0           | 40       | --    | 1        | 43       | 1     | 0        | 10    | 7        | 0.98     | 1.14    |
| 1943       | 南海 近畿日本 グレートリング | 8     | 7     | 5     | 1     | 0        | 2     | 3     | --       | --          | .400  | 256   | 59.1     | 50       | 0           | 27       | --    | 3        | 44       | 0     | 0        | 20    | 13       | 1.95     | 1.30    |
| 1944       | 南海 近畿日本 グレートリング | 23    | 21    | 19    | 3     | 0        | 8     | 12    | --       | --          | .400  | 803   | 189.0    | 146      | 1           | 97       | --    | 3        | 97       | 0     | 0        | 65    | 40       | 1.90     | 1.29    |
| 1946       | 南海 近畿日本 グレートリング | 12    | 5     | 4     | 1     | 0        | 8     | 2     | --       | --          | .800  | 340   | 80.0     | 62       | 5           | 41       | --    | 1        | 49       | 0     | 0        | 32    | 27       | 3.04     | 1.29    |
| 1946       | 中部日本 中日                | 4     | 4     | 2     | 0     | 0        | 2     | 1     | --       | --          | .667  | 134   | 29.1     | 35       | 0           | 12       | --    | 0        | 8        | 0     | 0        | 17    | 16       | 4.80     | 1.60    |
| '46計      | 中部日本 中日                | 16    | 9     | 6     | 1     | 0        | 10    | 3     | --       | --          | .769  | 474   | 109.1    | 97       | 5           | 53       | --    | 1        | 57       | 0     | 0        | 49    | 43       | 3.52     | 1.37    |
| 1947       | 中部日本 中日                | 42    | 36    | 32    | 7     | 3        | 23    | 12    | --       | --          | .657  | 1334  | 330.2    | 291      | 10          | 87       | --    | 4        | 129      | 0     | 1        | 93    | 71       | 1.93     | 1.14    |
| 1948       | 中部日本 中日                | 32    | 30    | 19    | 3     | 2        | 12    | 17    | --       | --          | .414  | 962   | 225.0    | 222      | 13          | 67       | --    | 3        | 54       | 1     | 0        | 98    | 80       | 3.20     | 1.28    |
| 1949       | 中部日本 中日                | 24    | 24    | 17    | 2     | 0        | 12    | 9     | --       | --          | .571  | 746   | 176.1    | 177      | 15          | 59       | --    | 1        | 58       | 3     | 0        | 80    | 62       | 3.15     | 1.34    |
| 1950       | 中部日本 中日                | 22    | 20    | 6     | 1     | 0        | 9     | 5     | --       | --          | .643  | 528   | 120.0    | 138      | 5           | 48       | --    | 1        | 34       | 3     | 0        | 64    | 56       | 4.20     | 1.55    |
| 1952       | 大洋 洋松                    | 28    | 20    | 8     | 1     | 0        | 7     | 10    | --       | --          | .412  | 659   | 150.0    | 166      | 12          | 61       | --    | 2        | 40       | 4     | 2        | 89    | 81       | 4.86     | 1.51    |
| 1953       | 大洋 洋松                    | 15    | 14    | 2     | 1     | 0        | 5     | 3     | --       | --          | .625  | 342   | 80.1     | 76       | 9           | 29       | --    | 1        | 27       | 0     | 0        | 32    | 29       | 3.22     | 1.31    |
| 通算：11年 | 通算：11年                   | 260   | 226   | 144   | 24    | 5        | 103   | 100   | --       | --          | .507  | 7702  | 1811.1   | 1595     | 70          | 785      | --    | 21       | 853      | 17    | 3        | 719   | 542      | 2.69     | 1.31    |

- 各年度の太字はリーグ最高
- 南海（南海軍）は、1944年途中に近畿日本（近畿日本軍）に、1946年にグレートリングに球団名を変更
- 中部日本（中部日本軍）は、1947年に中日（中日ドラゴンズ）に球団名を変更
- 大洋（大洋ホエールズ）は、1953年に洋松（大洋松竹ロビンス）に球団名を変更

### 記録
- 開幕戦初登板完封勝利：1940年3月15日 ※史上2人目
- 同一年に2球団で勝利：1946年 ※史上2人目
- 通算100勝：1953年4月19日 ※史上15人目
- 毎回奪三振 通算と1シーズンの2度の達成はそれぞれ日本プロ野球初[8]
  - 1940年6月18日、対阪急軍戦、13奪三振
  - 1940年11月16日、対阪急軍戦、延長12回を17奪三振
- 連続イニング無被本塁打：528回1/3 ※プロ野球記録（初登板からでもプロ野球記録）
- 2268打者連続無被本塁打 ※プロ野球記録（初登板からでもプロ野球記録）

### 背番号
- 5 （1940年、1942年 - 1943年、1952年 - 1953年）
- 8 （1946年 - 同年途中）
- 14 （1946年途中 - 1950年）

注：昭和19年は全6チームで背番号廃止